# كأس أوزوالدو كروز
كأس أوزوالدو كروز (بالبرتغالية: Taça Oswaldo Cruz‏) كانت بطولة كرة القدم التي أقيمت بين منتخبي البرازيل وباراغواي، وتم التنافس عليها من عام 1950 إلى عام 1976 ، وإن كان ذلك بشكل غير منتظم. تم تنظيمه من قبل الاتحاد البرازيلي لكرة القدم واتحاد باراغواي لكرة القدم بهدف تعزيز التبادل الرياضي بين البلدين.
تم تسمية الكأس على اسم أوزوالدو كروز ، الطبيب البرازيلي ، ورائد البكتريا وعلم الأوبئة ، ومؤسس معهد أوزوالدو كروز.
أقيمت المسابقة على مباراتين ، حيث فازت البرازيل بجميع النسخ. من إجمالي 16 مباراة في 8 نسخ تم التنافس عليها، فازت البرازيل بـ11 مباراة ، وفازت باراغواي مرة واحدة فقط.

## قائمة الأبطال

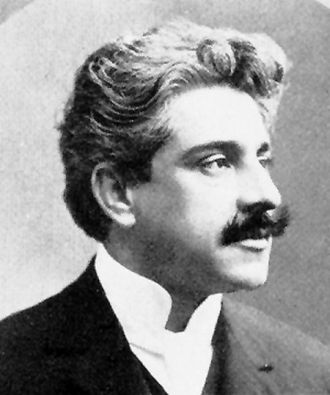
سمي الكأس على اسم الدكتور أوزوالدو كروز (1872–1917) ، العالم البارز وعالم الأوبئة في البرازيل

| النسخة | العام | البطل    | الذهاب | المدينة       | الإياب | المدينة       | النتيجة (النقاط) |
| ------ | ----- | -------- | ------ | ------------- | ------ | ------------- | ---------------- |
| 1      | 1950  | البرازيل | 2–0    | ريو دي جانيرو | 3–3    | ساو باولو     | 2–1              |
| 2      | 1955  | البرازيل | 3–0    | ريو دي جانيرو | 3–3    | ساو باولو     | 2–1              |
| 3      | 1956  | البرازيل | 2–0    | أسونسيون      | 5–2    | أسونسيون      | 4–0              |
| 4      | 1958  | البرازيل | 5–1    | ريو دي جانيرو | 0–0    | ساو باولو     | 2–1              |
| 5      | 1961  | البرازيل | 2–0    | أسونسيون      | 3–2    | أسونسيون      | 4–0              |
| 6      | 1962  | البرازيل | 6–0    | ريو دي جانيرو | 4–0    | ساو باولو     | 4–0              |
| 7      | 1968  | البرازيل | 4–0    | أسونسيون      | 0–1    | أسونسيون      | 2–2 (4–1 ف.أ)    |
| 8      | 1976  | البرازيل | 1–1    | أسونسيون      | 3–1    | ريو دي جانيرو | 2–1              |

## الألقاب
| المنتخب  | الفوز |
| -------- | ----- |
| البرازيل | 8     |
| باراغواي | 0     |